# Svart frankolin
Svart frankolin (Francolinus francolinus) är en vanlig men tillbakadragen hönsfågel i familjen fasanfåglar som förekommer från östra Medelhavsområdet till Indien.

## Utseende och läte
Svart frankolin är en hönsfågel som med sina 33–36 centimeter i längd är något större än rapphönan, men som ger ett ännu större intryck med en upprätt hållning. Hanen är mycket mörk med svart huvud och bröst åtskilda av ett rödbrunt halsband. På sidan av det svarta huvudet syns en tydlig och stor vit kindfläck. Rygg och bröstsidorna är vitprickiga, längre ner på buken mer U-formade. Honan är gulbrun och kraftigt vattrad med rödbrun nacke och svarta yttre stjärtpennor. Vingarna på båda könen är bruna.

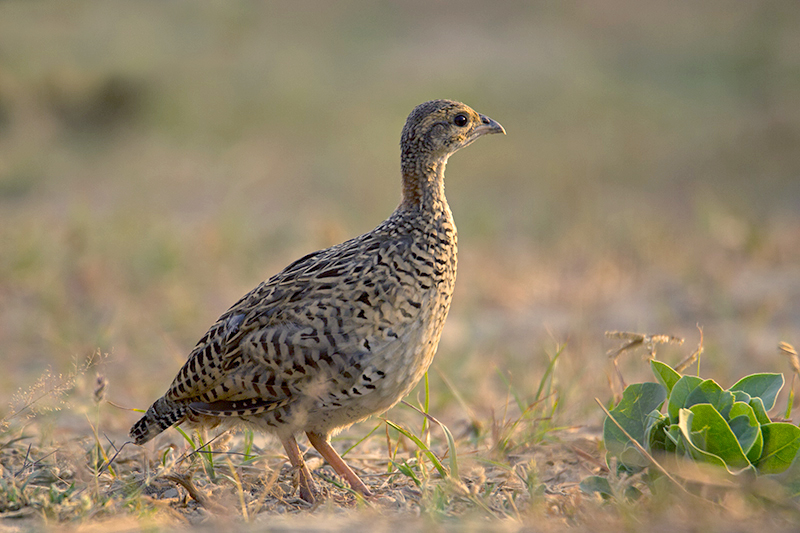
Hona.

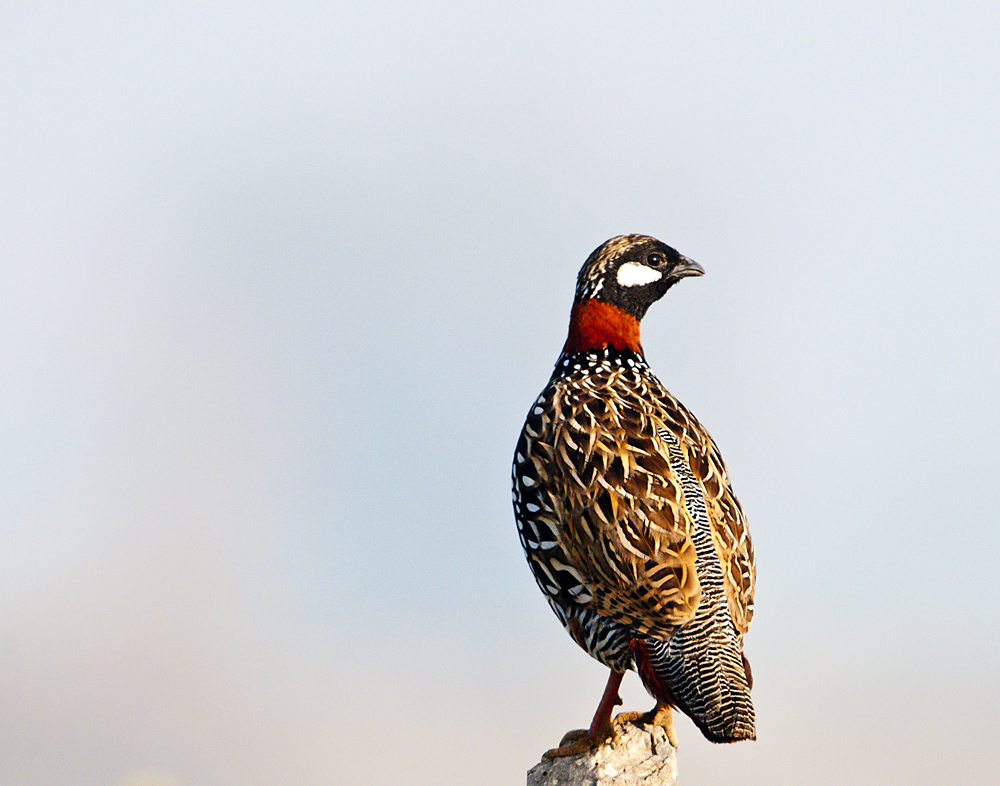
Hane i Uttar Pradesh, Indien.

Lätet är karakteristiskt, en upprepad sjustavig rytmisk ramsa med sprucken röst som spelas i gryningen: kjåck, kiiik ki-kii-kå-ki-kiik, med betoningar på andra, fjärde och sista stavelsen.

## Utbredning och systematik
Svart frankolin delas in i sex underarter med följande utbredning:
- francolinus-gruppen
  - Francolinus francolinus francolinus – förekommer från Cypern och Anatolien till Irak och Iran
  - Francolinus francolinus arabistanicus – förekommer i södra Irak och västra Iran
- henrici-gruppen
  - Francolinus francolinus bogdanovi – förekommer från södra Iran och Afghanistan till södra Pakistan
  - Francolinus francolinus henrici – förekommer från södra Pakistan till västra Indien
  - Francolinus francolinus asiae – förekommer i norra Indien
  - Francolinus francolinus melanonotus – förekommer från östra Indien till Sikkim och Bangladesh

## Ekologi
Fågeln förekommer i låglänta områden upp till 400 meter över havet, gärna i jordbruksområden men också i täta snår utmed floder. I södra Turkiet häckar den från mars till maj. Den lägger sju till tolv ägg i en försänkning, ibland fodrat med lite växtmaterial. Fågeln livnär sig av gräs, säd, skott, löv och bär men även insekter.

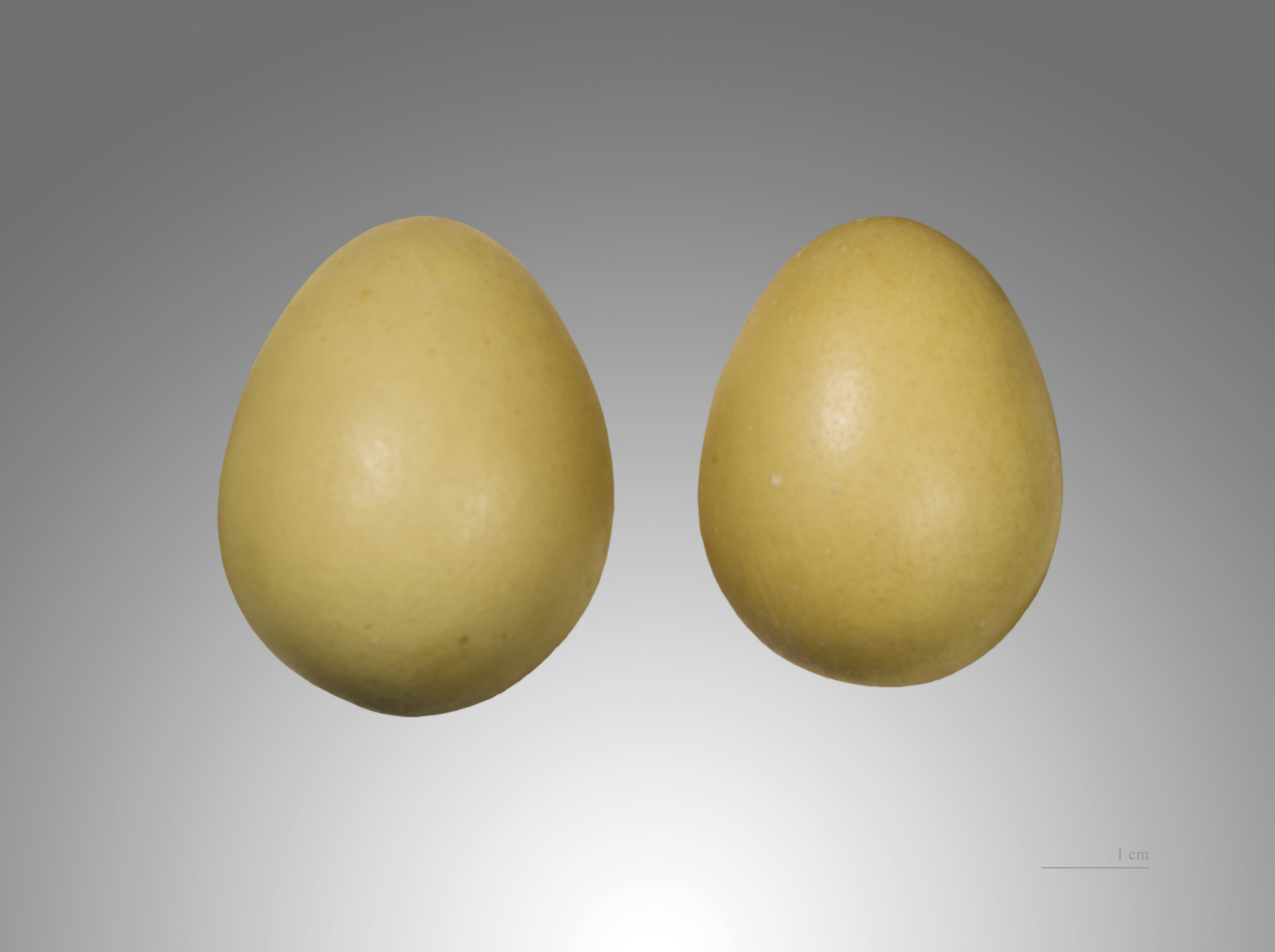
Ägg från svart frankolin.

## Status och hot
Arten har ett stort utbredningsområde och en stor population med stabil utveckling. Utifrån dessa kriterier kategoriserar IUCN arten som livskraftig (LC). I Europa tros det häcka 8.000-21.000 par.

## Bilder

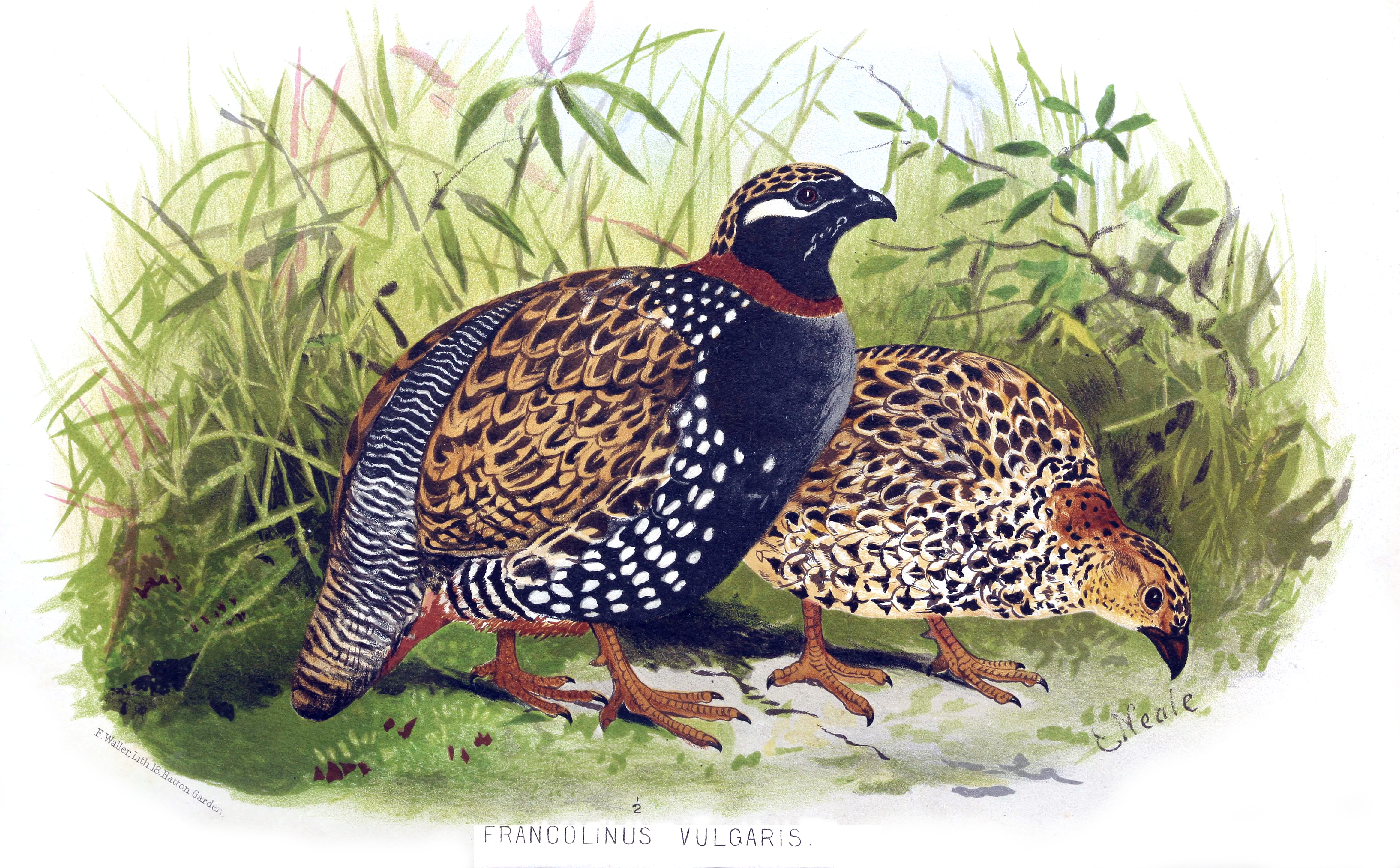
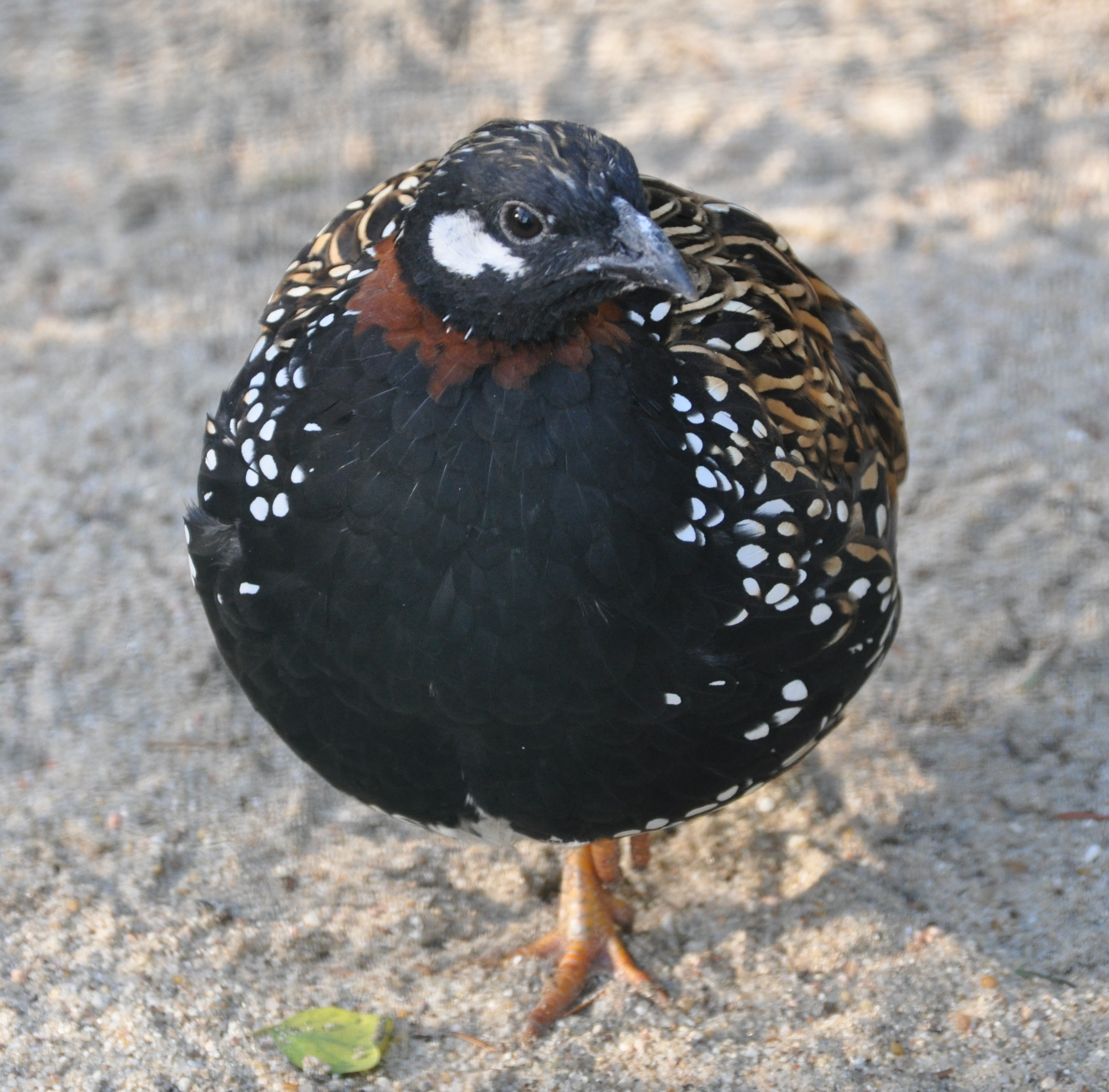